# Searsia glutinosa
Searsia glutinosa är en sumakväxtart. Searsia glutinosa ingår i släktet Searsia och familjen sumakväxter.

## Underarter
Arten delas in i följande underarter:
- S. g. abyssinica
- S. g. glutinosa
- S. g. neoglutinosa